# Michel Arrignon
Pour les articles homonymes, voir Arrignon.
Michel Arrignon, né le 22 décembre 1948 à Mareuil-sur-Lay-Dissais , et mort le 12 mars 2025 à La Rochelle, est un clarinettiste français.
Il enseigne la clarinette au Conservatoire national supérieur de musique de Paris de 1989 à 2009. Il forme de nombreux élèves comme Florent Héau, Nicolas Baldeyrou et Pierre Génisson.
Il enseigne également en tant que professeur au Conservatoire d'Orléans. Il enseigne aussi à l'Escuela Superior de Música Reina Sofía à Madrid.

## Biographie
Michel Arrignon étudie au Conservatoire national supérieur de musique de Paris à partir de 1964 et décroche les 1ers Prix de clarinette et de musique de chambre en 1966. Il joue dans l'Orchestre Mondial des Jeunesses Musicales et gagne le second prix au Concours international d'exécution musicale de Genève en 1972.
Il commence sa carrière au sein de formations dédiées à la création de musique contemporaine par choix artistique : Musique Vivante (créé en 1966), 2e2m (fondé en 1972).
Il participe à la création de l'Ensemble intercontemporain de Pierre Boulez en 1976.
En 1983, il rejoint ensuite l'Orchestre de l'Opéra national de Paris en tant que clarinette solo. Il a aussi fondé le quatuor Olivier Messiaen avec le pianiste Jean-Claude Henriot et a siégé dans le jury de plusieurs compétitions internationales de musique, dont le concours international Carl Nielsen.
Durant ses années à l'Ircam, il crée des œuvres contemporaines telles Sequenza VIII de Luciano Berio et Sequenza IXa pour clarinette le 26 avril 1980 au Théâtre d'Orsay à Paris, Latitudes pour clarinette et vents de Philippe Fénelon en 1981 dont il est dédicataire, Solo pour deux une pièce pour clarinette et trombone (1981-1982) de Gérard Grisey, Donnerstag aus Licht (1981) de Karlheinz Stockhausen…
Michel Arrignon travaille en tant que testeur chez Buffet Crampon depuis 1985. Il a notamment aidé à créer la clarinette Tosca, réalisée en 2003. Il joue lui-même sur une clarinette Tosca.

### Famille
Michel Arrignon est le frère du hautboïste Daniel Arrignon, professeur au Conservatoire à rayonnement régional de Rueil-Malmaison.
Il est père de quatre enfants. 

### Mort
Michel Arrignon meurt le 12 mars 2025.

## Discographie
- Stockhausen, Donnerstag aus Licht. Deutsche Grammophon 2740 272 (4 LPs); 423 379-2 (4CDs). Hambourg : Polydor International GmbH, 1983.
- Jean-Claude Risset, Dialogues (1975), pièce pour flûte, clarinette, piano, percussions et support : Renaud François, flûte ; Michel Arrignon, clarinette ; Carlos Roqué Alsina, piano ; Jean-Pierre Drouet, percussions ; Michel Decoust, chef. INA_C1003, 1987.
- Philippe Hurel, Jean-Marc Singier, Villa Medicis 88. MFA, 1988.
- Weber, Concertos, avec Jean-Claude Montac. Karusel Music International, 1990.
- Johannes Brahms, Robert Schumann, Sonates pour clarinette et piano n °1 & 2 avec Michel Arrignon, Daria Hovora; Vogue, 1991.
- Mozart, Sérénade KV 388 et Sérénade KV 375 avec l'ensemble à vent français de BORDEAUX AQUITAINE. FORLANE UCD16619, 1990.
- Messiaen, Quatuor Pour La Fin Du Temps avec Alain Moglia, Michel Arrignon, René Benedetti, Jean-Claude Henriot. Disques Pierre Verany - PV794012, 1994.
- Alban Berg, Chamber Concerto /Stravinsky, Ebony concerto ; Dumbarton Oaks ; 8 Miniatures. Ensemble intercontemporain, Pierre Boulez. Deutsche Grammophon, 1995.
- Jean-Rémy Guédon, Parthéos. Quoi de neuf docteur - DOC 049, 1998.
- Arthur Honegger, La Musique de chambre. Timpani Records - 4C1079 (4 CDs), 1999.
- Jean-Rémy Guédon, Treize Arpents de malheur. Le Triton - TRI-01503, 2002.
- L'art de Michel Arrignon, avec H. Veda, piano. Œuvres de Poulenc, Saint-Saens, Boulez, Debussy, Chausson, Massenet. Alm records [2CL785], 2009.
- Mozart, Clarinet Quintet / Brahms : Clarinet Quintet avec Michel Arrignon, Morgaua Quartet. ALCD-3097, 2013.
- Burgan, Musique de chambre avec Michel Arrignon, Alain Jacquon, Liliane Mazeron, Clara Novakova, Trio Henry. Label : Maguelone, 2015.

## Publication
- 10 ans avec la clarinette : catalogue raisonné, Michel Arrignon, Claude Crousier, Jacques Lancelot. Éditeur : Institut de pédagogie musicale et chorégraphique (Paris), 1991.